# アルフレード・ジャンネッティ
アルフレード・ジャンネッティ（Alfredo Giannetti, 1924年4月16日 - 1995年7月30日）は、イタリアの脚本家、映画監督である。

## 来歴・人物
1924年（大正13年）4月16日、イタリア王国（現在のイタリア共和国）ローマに生まれる。
1953年（昭和28年）に公開されたジュゼッペ・デ・サンティス監督の映画『アンナ・ツァッケオの夫』の脚本に参加し、脚本家としてデビューする。1959年（昭和34年）に公開されたピエトロ・ジェルミ監督の『刑事』の脚本執筆に参加、翌1960年（昭和35年）には、同作を共同執筆したジェルミ、エンニオ・デ・コンチーニとともに、ナストロ・ダルジェント賞脚色賞を受賞する。
1961年（昭和36年）に公開されたピエトロ・ジェルミ監督の『イタリア式離婚狂想曲』の脚本執筆に参加、同年、『毎日必死に』で映画監督としてデビューを果たす。『イタリア式離婚狂想曲』を共同執筆したジェルミ、エンニオ・デ・コンチーニとともに、1962年（昭和37年）にはナストロ・ダルジェント賞脚本賞を、1963年（昭和38年）4月8日に発表・授賞式が行われた第35回アカデミー賞ではアカデミー脚本賞を受賞する。
1993年（平成5年）に放映されたテレビ映画『ドリス・体制の歌姫』、1995年（平成7年）に放映されたロドルフォ・ロベルティ監督のテレビ映画『別離と帰還』がそれぞれ最後の監督作、脚本作となった。同年7月30日、ローマで死去した。満71歳没。

## おもなフィルモグラフィ
17作を監督し、32作の脚本を書いた。
- 『アンナ・ツァッケオのための夫』 Un marito per Anna Zaccheo : 監督ジュゼッペ・デ・サンティス、1953年 - 脚本・原案
- 『母の心』 Cuore di mamma : 監督ルイジ・カプアノ、1954年 - 脚本
- Suor Maria : 監督ルイジ・カプアノ、1955年 - 脚本・原案

- 『鉄道員』 Il ferroviere : 監督ピエトロ・ジェルミ、1956年 - 脚本・原案
- 『わらの男』 L'uomo di paglia : 監督ピエトロ・ジェルミ、1958年 - 脚本・原案
- 『刑事』 Un maledetto imbroglio : 監督ピエトロ・ジェルミ、1959年 - 脚本・原案
- 『イタリア式離婚狂想曲』 Divorzio all'italiana : 監督ピエトロ・ジェルミ、1961年 - 脚本・原案
- 『毎日必死に』 Giorno per giorno disperatamente : 1961年 - 監督・脚本 （監督デビュー作）
- 『ヨーロッパ式クライマックス』 L'immorale : 監督ピエトロ・ジェルミ、1967年 - 脚本・原案
- 『恩寵あふれる1870年』 Correva l'anno di grazia 1870 : 1971年 - 監督・脚本
- 『馬フィーヴァー』 Febbre da cavallo : 監督ステーノ、1976年 - 脚本・原案
- 『シャーク・ハンター』 Il cacciatore di squali : 監督エンツォ・G・カステッラリ、1979年 - 脚本・原案
- 『フランコ・ネロ/強奪 インサイダー』 Il bandito dagli occhi azzurri : 1980年 - 監督・脚本
- 『ミス・アリゾナ』 Miss Arizona : 監督パル・サンドール、1988年 - 脚本
- 『ドリス・体制の歌姫』 Doris una diva di regime : テレビ映画、1993年 - 監督・脚本 （監督作遺作）
- 『別離と帰還』 Addio e ritorno : 監督ロドルフォ・ロベルティ、テレビ映画、1995年 - 脚本 （脚本作遺作）

## 関連事項
- ネオレアリズモ
- イタリア式コメディ
- ジュゼッペ・デ・サンティス （en:Giuseppe De Santis）
- ルイジ・カプアノ （en:Luigi Capuano）
- エンツォ・G・カステッラリ （en:Enzo G. Castellari）
- パル・サンドール （en:Pál Sándor (director)）
- ロドルフォ・ロベルティ （Rodolfo Roberti [3]）

## 註
1. 1 2 3 4 5 6 7 8 9  Alfredo Giannetti, インターネット・ムービー・データベース （英語）, 2011年1月5日閲覧。
2. ↑  Alfredo Giannetti, allmovie （英語）, 2011年1月5日閲覧。
3. ↑  Rodolfo Roberti - IMDb（英語）, 2011年1月7日閲覧。